# Thesium resedoides
Thesium resedoides är en sandelträdsväxtart som beskrevs av Arthur William Hill. Thesium resedoides ingår i släktet spindelörter, och familjen sandelträdsväxter. Inga underarter finns listade i Catalogue of Life.